# Arroyo del Sauce (Arroyo Grande, rechtsseitig)
Der Arroyo del Sauce ist ein Fluss in Uruguay.
Er entspringt südlich von Andresito und nordwestlich von Trinidad in der Cuchilla de Marincho, südlich der Quelle des gleichnamigen Arroyo del Sauce und westlich der Quelle des linksseitigen Arroyo Marincho-Nebenflusses Arroyo de Flores. Von dort verläuft er auf dem Gebiet des Departamento Flores in westnordwestliche Richtung. Er mündet südwestlich von Andresito an der dort gelegenen Grenze zum Nachbardepartamento Soriano als rechtsseitiger Nebenfluss in den Arroyo Grande.